# Bullets (Editors)
Bullets is de tweede single van het debuutalbum The Back Room van de Britse indierockband Editors. Het nummer kwam uit op 26 september 2005.

## Nummers

### Cd
1. "Bullets"
2. "Come Share the View"

### Maxi cd
1. "Bullets"
2. "I Burried the Devil"
3. "Blood" (alternatieve versie)
4. "Bullets" (video)

### Vinyl 7"
1. "Bullets"
2. "Time to Slow Down"